# Cocotte

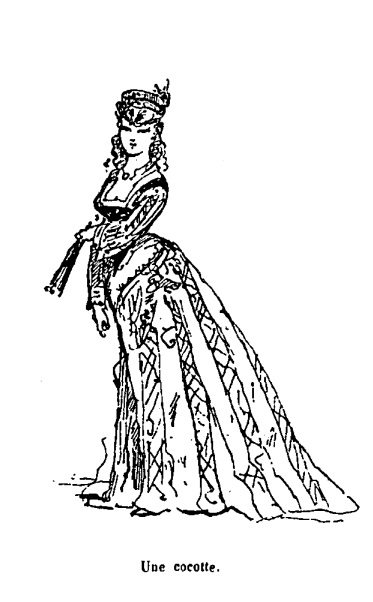
Una cocotte, Bertall ; La Comédie de notre temps: estudis al llapis i a la ploma, Plon, París, 2, 1875.

Les cocottes eren, a França, sota el Segon Imperi, prostitutes de luxe (designades anteriorment amb el terme de courtisanes) conegudes per arruïnar els seus rics amants en despeses sumptuàries. Per extensió, el terme fou emprat en èpoques següents, sobretot en el moment de la Belle Époque.
El terme demi-mondaine que designava inicialment les dones de món caigudes en la prostitució a continuació va acabar per designar igualment les cocottes de baixa o elevada condició, anomenades també «Grans Horitzontals».
Entre les altres denominacions designant una cocotte, es troba, amb accepcions més o menys diferents:  danseuse, lorette, fille de noce, grisette, fille de brasserie, buveuse, trotteuse, pierreuse, lionne.

## Història
Cocottes cèlebres: Cora Pearl (1835-1886) (el Príncep Napoleó, el duc de Morny…) ; Laure Hayman (1851-1932) (Paul Bourget, el rei de Grècia, el príncep Karageorgevich, el príncep Karl de Fürstenberg). Cal ressaltar que diversos hotels particulars de París foren construïts per «cocottes», com l'Hotel de la Païva als Champs-Élysées.
Diversos autors del XIX van escriure sobre les cocottes com per exemple Émile Zola amb Nana. Aquesta novel·la descriu la vida i el destí tràgic d'una d'aquestes noies, que fa tornar bojos d'amor i porta a la ruïna els homes poderosos amb qui es troba.
Per a certes dones humils, esdevenir una cocotte era també un mitjà d'arribar a la bonança financera abans d'establir-se. Algunes saberen gestionar la seva fortuna, d'altres moriren en la misèria, i altres finalment, com Sarah Bernhardt, que als seus inicis era una cocotte, esdevingueren actrius adulades.